# L'Or de France
 (janvier 2019).
- Si vous ne connaissez pas le sujet, laissez ce bandeau (vous pouvez alors contacter les auteurs).
- Si vous supprimez le contenu mis en cause (vous pouvez préalablement contacter les auteurs),

argumentez précisément cette suppression dans la page de discussion
(un manque de référence n'est pas un argument ; une recherche réelle de référence doit avoir été effectuée, être formellement documentée).
 (avril 2018).
Si vous disposez d'ouvrages ou d'articles de référence ou si vous connaissez des sites web de qualité traitant du thème abordé ici, merci de compléter l'article en donnant les références utiles à sa vérifiabilité et en les liant à la section « Notes et références ».
L’Or de France est une bande dessinée en deux volumes, publiés en 2011 et 2012 par les Éditions du Lombard. Ce diptyque s’intéresse à un épisode peu connu de la Seconde Guerre mondiale : l'évacuation de l'or de la Banque de France en juin 1940.

## Auteurs
- Scénaristes : Denis Lefebvre et Jean-Pierre Pécau
- Dessin : Tibéry
- Couleurs : Kattrin

## Synopsis
La série s’inspire d’une histoire véridique : le sauvetage de 254 tonnes d’or (10 % des réserves totales de la Banque de France en 1939) qui ont ainsi échappé aux Allemands en 1940, après la défaite de la France.
Au prix de péripéties extraordinaires, cet or a quitté Brest sur le croiseur Émile Bertin le 11 juin 1940, a rallié Halifax où il a été stocké quelques jours, avant d’être envoyé en Martinique, où il reste jusque début 1946.
Le premier tome raconte le départ de Brest, l’arrivée en Martinique, le transfert de l’or au Fort Desaix.
Le second tome se déroule entièrement en Martinique. Il s’intéresse bien sûr à l’or (objet de multiples convoitises), mais brosse aussi une fresque de l’île pendant cette période : vie quotidienne, rapports avec les Américains, ralliement de la Martinique à la France libre en juillet 1943, rôle de l’amiral Robert, etc. Il met en scène des personnalités présentes dans l'île pendant cette période, parmi lesquelles Aimé Césaire et André Breton.
Cette histoire se termine par le retour de l’or à Paris en mars 1946.

## Albums
1. La Croisière de l’Émile Bertin (2011)
2. 12 milliards sous les Tropiques (2012)
3. Une édition en un seul volume a été publiée en 2018 chez le même éditeur, avec un dossier historique de 14 pages en fin d'album réalisée par Denis Lefebvre

## Éditeurs
- Le Lombard : tomes 1 et 2 (première édition des tomes 1 et 2)